# Християн Розенкройц
Християн Розенкройц (на немски: Christian Rosenkreutz; 1378 – 1484) е легендарен персонаж от европейското духовно развитие, основател на Розенкройцерския орден.
Първите сведения за него се появяват в розенкройцерските манифести „Веруюто на розенкройцерското братство“  и „Зовът на розенкройцерското братство“  от началото на 17 век, написани от името на „Братството на розата и кръста“. В тях най-общо се казва, че той е живял през 15 век, от малък е бил възпитаван в християнските традиции, а в юношеските години се отправя на пътешествие, първо в Мала Азия, след което в Северна Африка, където преминава през серии посвещения. Завръща се в Европа с надеждата да предаде знанията си на европейските учени и владетели, но на базата на своята лична авторитетност те отказват да възприемат каквото и да е. Поради това той създава тайно братство, което се посвещава на безвъзмездно лекуване.
Според единия от манифестите, 120 години след смъртта му неговите последователи случайно откриват тайната му гробница, в която тялото му е намерено непокътнато, заедно с някои особено ценни духовни указания, вещи и книги.
Скоро след издаването на двата манифеста излиза и произведението „Алхимичната сватба на Християн Розенкройц“ – за разлика от манифестите, тук има личност, признала авторството – Йохан Валентин Андре. В тази алегорична история се описва процесът на алхимично преобразуване на грешния и ограничен човек в Истински човек.
Съществуват теории, че монахът, който е възпитавал малкия Християн, е бил богомил, а пътешествието му на изток преминало първо през България, където по онова време все още съществувал таен център за посвещение на богомилите във Велико Търново..

## Повече информация
lectorium-rosicrucianum.bg